# Stegophora
Stegophora — рід грибів родини Valsaceae. Назва вперше опублікована 1916 року.

## Класифікація
Згідно з базою MycoBank до роду Stegophora відносять 4 офіційно визнані види:
- Stegophora aemula
- Stegophora mali
- Stegophora oharana
- Stegophora ulmea